# جيمس جي. فيلد
جيمس جي. فيلد (بالإنجليزية: James G. Field)‏ هو محامي أمريكي، ولد في 24 فبراير 1826 في مقاطعة كلبيبر في الولايات المتحدة، وتوفي في 12 أكتوبر 1901 في غوردونسفيل في الولايات المتحدة.